# Asilaris hayashii
Asilaris hayashii är en skalbaggsart som beskrevs av Antonio Vives 2001. Asilaris hayashii ingår i släktet Asilaris och familjen långhorningar. Inga underarter finns listade.